# العلاقات الأوزبكستانية الدومينيكانية
العلاقات الأوزبكستانية الدومينيكانية هي العلاقات الثنائية التي تجمع بين أوزبكستان وجمهورية الدومينيكان.

## مقارنة بين البلدين
هذه مقارنة عامة ومرجعية للدولتين:
| وجه المقارنة                                              | أوزبكستان       | جمهورية الدومينيكان |
| --------------------------------------------------------- | --------------- | ------------------- |
| المساحة (كم2)                                             | 448.98 ألف      | 48.67 ألف           |
| عدد السكان (نسمة)                                         | 32.39 مليون     | 10.40 مليون         |
| الكثافة السكانية (ن./كم²)                                 | 72.14           | 213.68              |
| العاصمة                                                   | طشقند           | سانتو دومينغو       |
| اللغة الرسمية                                             | اللغة الأوزبكية | اللغة الإسبانية     |
| العملة                                                    | سوم أوزبكستاني  | بيزو دومنيكاني      |
| الناتج المحلي الإجمالي (بليون دولار)                      | 48.72 مليار     | 75.93 مليار         |
| الناتج المحلي الإجمالي (تعادل القوة الشرائية) بليون دولار | 190.50 مليار    | 149.89 مليار        |
| الناتج المحلي الإجمالي الاسمي للفرد دولار أمريكي          | 2.13 ألف        | 6.47 ألف            |
| الناتج المحلي الإجمالي للفرد دولار أمريكي                 | 5.57 ألف        | 13.26 ألف           |
| مؤشر التنمية البشرية                                      | 0.675           | 0.715               |
| رمز المكالمات الدولي                                      | +998            | +1809، +1829، +1849 |
| رمز الإنترنت                                              | .uz             | .do                 |
| المنطقة الزمنية                                           | ت ع م+05:00     | 00                  |

## منظمات دولية مشتركة
يشترك البلدان في عضوية مجموعة من المنظمات الدولية، منها:
| علم المنظمة | اسم المنظمة                        | تاريخ انضمام أوزبكستان | تاريخ انضمام جمهورية الدومينيكان |
| ----------- | ---------------------------------- | ---------------------- | -------------------------------- |
|             | الاتحاد البريدي العالمي            | ?                      | ?                                |
|             | يونسكو                             | 26 أكتوبر 1993         | 4 نوفمبر 1946                    |
|             | البنك الدولي للإنشاء والتعمير      | 21 سبتمبر 1992         | 18 سبتمبر 1961                   |
|             | وكالة ضمان الاستثمار متعدد الأطراف | 4 نوفمبر 1993          | 7 مارس 1997                      |
|             | منظمة الشرطة الجنائية الدولية      | ?                      | ?                                |
|             | مؤسسة التمويل الدولية              | 30 سبتمبر 1993         | 31 أكتوبر 1961                   |
|             | الأمم المتحدة                      | 2 مارس 1992            | 24 أكتوبر 1945                   |
|             | مؤسسة التنمية الدولية              | 24 سبتمبر 1992         | 16 نوفمبر 1962                   |
|             | منظمة حظر الأسلحة الكيميائية       | ?                      | ?                                |

## وصلات خارجية
- موقع وزارة الخارجية الأوزبكستانية